# Домінік Шульц
Домінік Шульц (нім. Dominik Schulz; нар. 16 березня 1992) — колишній німецький тенісист.
Найвищу одиночну позицію світового рейтингу — 747 місце досяг 15 квітня 2013, парну — 445 місце — 10 лютого 2014 року.

## Юніорські фінали турнірів Великого шолома

### Юнаки, парний розряд 1 (1 поразка)
| Результат | Рік  | To                                     | Покриття | Партнер      | Суперник                      | Рахунок  |
| --------- | ---- | -------------------------------------- | -------- | ------------ | ----------------------------- | -------- |
| Поразка   | 2010 | Відкритий чемпіонат Австралії з тенісу | Тверде   | Кевін Кравіц | Джастін Елевелд Яннік Лупеску | 4–6, 4–6 |

## Фінали ATP Челленджер і ITF Ф'ючерс

### Парний розряд: 10 (5–5)
| Легенда              |
| -------------------- |
| ATP Челленджер (0–0) |
| ITF Ф'ючерс (5–5)    |

| Фінали за покриттям |
| ------------------- |
| Тверде (1–1)        |
| Ґрунт (4–3)         |
| Трава (0–0)         |
| Килим (0–1)         |

| Результат | В-П | Дата     | Турнір                          | Рівень  | Покриття | Партнер              | Суперники                                    | Рахунок               |
| --------- | --- | -------- | ------------------------------- | ------- | -------- | -------------------- | -------------------------------------------- | --------------------- |
| Поразка   | 0–1 | Тра 2011 | Болгарія F3, Софія              | Ф'ючерс | Ґрунт    | Максіміліан Нойхріст | Маттіас Кольбе Штефен Монеке                 | 1–6, 2–6              |
| Поразка   | 0–2 | Кві 2012 | В'єтнам F3, Хошимін             | Ф'ючерс | Тверде   | Максіміліан Вільде   | Вірапат Доакмайклі Кіттіфонг Вачірамановонг  | 4–6, 2–6              |
| Перемога  | 1–2 | Лип 2012 | Туреччина F26, Ізмір            | Ф'ючерс | Ґрунт    | Милян Зекич          | Сергій Кротюк Михайло Васильєв               | 6–1, 6–2              |
| Перемога  | 2–2 | Лип 2012 | Туреччина F27, Ізмір            | Ф'ючерс | Ґрунт    | Милян Зекич          | Джованні Дзеннаро Ніколя Геден               | 7–6(7–4), 6–4         |
| Перемога  | 3–2 | Тра 2013 | Єгипет F5, Шарм-еш-Шейх         | Ф'ючерс | Ґрунт    | Ніколас Райсіґ       | Карім-Мохамед Маамун Шеріф Сабри             | 6–4, 6–4              |
| Перемога  | 4–2 | Тра 2013 | Єгипет F6, Шарм-еш-Шейх         | Ф'ючерс | Ґрунт    | Кевін Кравіц         | Юнес Рашиді Мехді Зіяді                      | 6–2, 6–1              |
| Поразка   | 4–3 | Чер 2013 | Греція F9, Салоніки             | Ф'ючерс | Ґрунт    | Даріан Кінг          | Константінос Ікономідіс Александрос Якуповіч | 1–6, 2–6              |
| Поразка   | 4–4 | Жов 2013 | Німеччина F20, Бад-Зальцдетфурт | Ф'ючерс | Килим    | Даніель Мазур        | Андреас Міс Оскар Отте                       | 7–5, 3–6, [8–10]      |
| Перемога  | 5–4 | Гру 2013 | Катар F3, Доха                  | Ф'ючерс | Тверде   | Адам Хадай           | Люк Бембрідж Еван Гойт                       | 1–6, 7–6(7–4), [10–4] |
| Поразка   | 5–5 | Лип 2014 | Австрія F2, Зеефельд-ін-Тіроль  | Ф'ючерс | Ґрунт    | Кевін Кравіц         | Ерік Елліотт Ґевін Ван Пеперзіл              | 6–3, 2–6, [8–10]      |